# Drymusidae
Famille
Les Drymusidae sont une famille d'araignées aranéomorphes.

## Distribution

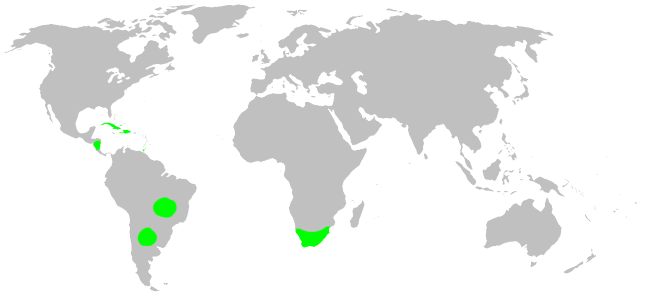
Distribution

Les espèces de cette famille se rencontrent en Amérique du Sud, en Amérique centrale, aux Antilles et en Afrique australe.

## Paléontologie
Cette famille n'est pas connue à l'état fossile.

## Liste des genres
Selon World Spider Catalog (version 24, 10/03/2023) :
- Drymusa Simon, 1892
- Izithunzi Labarque, Pérez-González & Griswold, 2018

## Systématique et taxinomie
Cette famille a été décrite par Simon en 1893 comme une sous-famille des Sicariidae. Elle est élevée au rang de famille par Lehtinen en 1986.
Cette famille rassemble 17 espèces dans deux genres.

## Publication originale
- Simon, 1893 : Histoire naturelle des araignées. Paris, vol. 1, p. 257-488 (texte intégral).